# Авлетим
Авлетим (кирг. Авлетим) — село Аксыйского района, Джалал-Абадской области Кыргызстана. Административный центр Авлетимского аильного округа.
Расположено вдоль бурной горной реки Итагар, у северо-восточных предгорий Бозбуту, на высоте 1110 м над уровнем моря. Центр находится в 24 км к северо-востоку от города Кербен и 90 км от железнодорожной станции Шамалды-Сай.

## Население
По состоянию на начало 2021 года население составляло 2 732 жителя (в 2009 году было 2 122 чел.).
Население, в основном, работает в сельском хозяйстве, развито животноводство, лесное хозяйство. Имеются средняя школа, больница, библиотека, 2 бани, 4 мельницы, маслобойня, контора лесничества, столярная мастерская, 2 кухни, рынок. Установлен памятник, погибшим в годы Великой Отечественной войны.

## История
Основано в 1922 году. Ранее носило название Афлатун.
До 1990 года входило в состав Ошской области.
В целях сохранения уникальных экосистем и биоразнообразия Западного Тянь-Шаня, охраны занесенных в Красную книгу Кыргызской Республики видов растительного и животного мира, природных ресурсов и комплексов, развития экологического туризма в регионе и развития сети особо охраняемых природных территорий на землях лесного хозяйства «Авлетим» в 2010 году был создан Государственный природный парк Авлетим-Ата.